# Eny Widiowati
Eny Widiowati (* 12. Juli 1980) ist eine ehemalige indonesische Badmintonspielerin.

## Karriere
Eny Widiowati gewann 2000 Bronze bei den Asienmeisterschaften im Mixed. 2002 wurde sie Zweite bei dieser Veranstaltung und auch bei den Südostasienspielen. Bei den Olympischen Sommerspielen 2004 wurde sie Neunte im Mixed mit Anggun Nugroho.

## Erfolge
| Saison | Veranstaltung          | Disziplin   | Platz | Name                                   |
| ------ | ---------------------- | ----------- | ----- | -------------------------------------- |
| 2000   | Asienmeisterschaft     | Mixed       | 3     | Santoso Sugiharjo / Eny Widiowati      |
| 2001   | Thailand Open          | Mixed       | 2     | Ronne Maykel Runtolalu / Eny Widiowati |
| 2001   | Indonesia Open         | Damendoppel | 3     | Emma Ermawati / Eny Widiowati          |
| 2001   | Thailand Open          | Damendoppel | 3     | Emma Ermawati / Eny Widiowati          |
| 2002   | Indonesia Open         | Mixed       | 5     | Anggun Nugroho / Eny Widiowati         |
| 2003   | Asienmeisterschaft     | Mixed       | 2     | Anggun Nugroho / Eny Widiowati         |
| 2003   | Südostasienspiele      | Mixed       | 2     | Anggun Nugroho / Eny Widiowati         |
| 2005   | French Open            | Mixed       | 1     | Nabil Lasmari / Eny Widiowati          |
| 2006   | Surabaya International | Mixed       | 2     | Bambang Suprianto / Eny Widiowati      |